# Gottesgabe (bei Schwerin)
Gottesgabe település Németországban, Mecklenburg-Elő-Pomeránia tartományban. Lakosainak száma 764 fő (2023. december 31.).

## Népesség
A település népességének változása:
| Lakosok száma | 755  | 739  | 749  | 767  | 764  |
|               | 2017 | 2019 | 2021 | 2022 | 2023 |